# Халани Аулика
Халани Аулика (енгл. Halani Aulika; 31. август 1983) професионални је рагбиста и репрезентативац Тонге, који тренутно игра за премијерлигаша Лондон Ајриш. Рођен је у Тонги, али је са фамилијом емигрирао на Нови Зеланд. Играо је за Отаго у ИТМ Купу, а одиграо је и 1 меч за Хајлендерсе, пре него што је 2011. отишао у Енглеску да игра за друголигаша Лидс Карниџ, а затим је прешао у први ранг такмичења. За Лондон Ајриш је до сада одиграо 58 уткамица и постигао 70 поена. За репрезентацију Тонге одиграо је до сада 17 тест мечева и постигао 5 поена. Играо је на два светска првенства.